# Fédération samoane-américaine de rugby à XV
La Fédération samoane-américaine de rugby à XV (officiellement en samoan : Amerika Samoa Rugby Union) est l'instance qui régit l'organisation du rugby à XV et du rugby à sept aux Samoa américaines.

## Historique
Aux prémices de la pratique du rugby aux Samoa américaines, ce sport est alors le seul « code » de football joué par les habitants, mettant en opposition les différents villages du territoire sans aucune organisation centralisée. Alors que le football américain y est introduit dans les années 1970, la pratique du rugby décline fortement en faveur de ce premier.
L'Amerika Samoa Rugby Union est créée en 1990, formellement enregistrée auprès des lois des Samoa américaines le 25 septembre, six jours après la rédaction des statuts. Elle est la résultante des actions de Te'o J. Fuavai, Meko L. Aiumu, Herman J. « Popeye » Thomsen, et Aitofele « HC Faoa » Sunia, désireux de soutenir la pratique du rugby dans l'archipel devant la concurrence des autres sports.
Elle intègre en 2004 la Federation of Oceania Rugby Unions, organisme régissant le rugby dans la zone océanique,. L'année suivante, le 5 avril 2005, elle devient membre associé de l'International Rugby Board, organisme international du rugby.
En 2010, la Fédération samoane-américaine fait l'objet d'une réorganisation, actant la réunification de l'ASRU et de l'ASRB (American Samoa Rugby Board) sous le nom de la première. Sous l'impulsion de cette nouvelle structure, l'organisation devient membre à part entière de l'IRB en mai 2012,,.

## Identité visuelle
La base du logo de la fédération reprend les couleurs et les éléments visuels du drapeau des Samoa américaines, avec un triangle blanc bordé de rouge sur un fond bleu océan et le pygargue à tête blanche, ou « aigle américain », tenant dans ses serres le fue des chefs samoans ainsi que le uatogi, arme de guerre samoane. Sur la droite, on retrouve un talavalu, arme traditionnelle samoane dont le nom est utilisé comme surnom des équipes nationales samoane-américaine de rugby. Sur la gauche, la lettre T du talavalu, stylisée en forme de joueur de rugby tentant un coup de pied de pénalité, est entouré d'un ulafala ovale, représentant un collier traditionnel tressé en fleurs de pandanus, symbole national des Samoa américaines.

Logo de la fédération samoane-américaine.
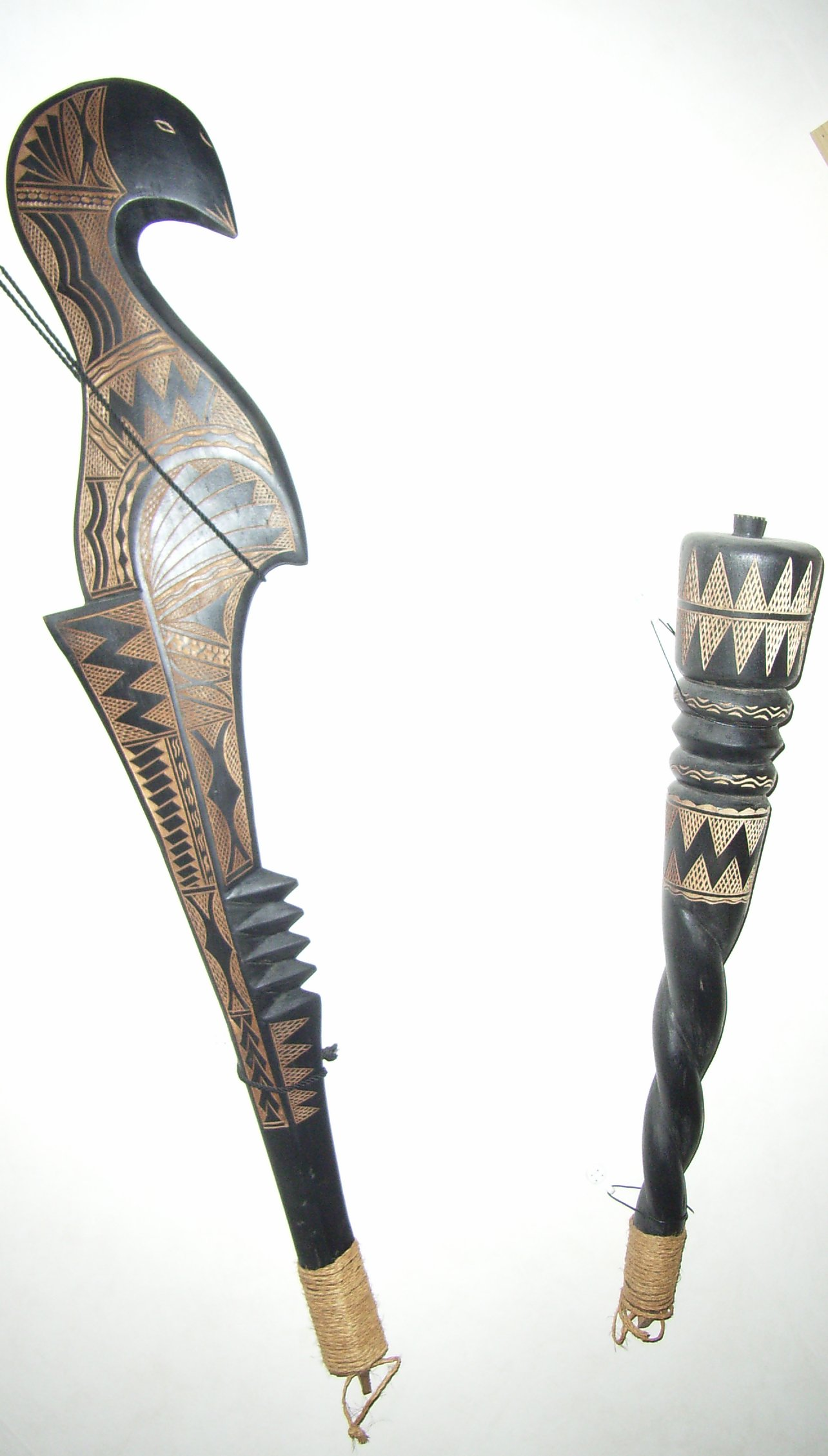
À gauche, un talavalu, arme traditionnelle samoane et symbole du rugby samoan-américain.